# Medicina iraniană veche
Medicina persană, veche de milenii, a evoluat o dată cu cea a Greciei antice, Egiptului antic, Indiei și Chinei antice. Toate aceste civilizații, cu ale lor școli medicale au contribuit la formarea medicinei europene de mai târziu. Astfel, în centre universitare persane ca cel de la Gundishapur (secolul al III-lea d.Hr.) s-au format savanți care s-au răspândit în diferite zone, influențând multe culturi și civilizații.

## Perioada preislamică
Istoria medicinei persane poate fi divizată în trei perioade:
- Perioada veche. Cele mai vechi relatări privind actul medical în această regiune sunt cuprinse în cartea sacră Avesta. Existau trei ramuri principale ale medicinei: tratamentul cu ierburi, cel cu cuțitul (chirurgia) și tratamentul prin forța cuvântului (cuvinte sacre). Exponenți ai acestei perioade: Mani, Roozbeh și Bozorgmehr.
- Epoca literaturii scrierii Pahlavi. În tratatul medical Dinkart sunt descrise peste 4.000 de boli.[1]
- Perioada dinastiei ahemenide (secolele V - III î.Hr.). Darius I nu numai că a reorganizat Imperiul Persan, dar a pus și bazele dezvoltării științei și ale medicinei în particular

## Perioada islamică
Printre reprezentanții acestei perioade se situează Al-Razi și Avicenna, mari personalități cu o influență covârșitoare asupra dezvoltării științei. Contribuțiile acestora constau în introducerea metodei științifice în domeniul medical: experimentul, măsurarea, testul clinice, disecția, autopsia.

## Biografie
- Vătămanu, N. , Brătescu, G. - O istorie a medicinii , Editura Albatros , București, 1975